# Hermann-Oberth-Raumfahrt-Museum
Das Hermann-Oberth-Raumfahrt-Museum ist ein Museum für Raumfahrttechnik im fränkischen Markt Feucht. Die genaue Adresse des Museums lautet Pfinzingstraße 12–14.

## Historisches
Das Museum wurde 1971 von der Hermann-Oberth-Gesellschaft gegründet. Der Markt Feucht stellt seit 1989 das Nebengebäude des Pfinzingschlosses mit einer Ausstellungsfläche von etwa 160 m² zur Verfügung. Es zeigt die Technik von Raketen, Raumschiffen und Raumstationen sowie Ideen, Konstruktionen, Modelle und Originale für die Reise in den Weltraum. Es erinnert an das Lebenswerk des berühmten Raketenpioniers Hermann Oberth.
Der langjährige Vorsitzende des Museums, Karl-Heinz Rohrwild, diente zusammen mit Oberths Tochter als Experte und Interviewpartner zur frühen Raketen- und Raumfahrttechnik für den Dokumentarfilm Das RAK-Protokoll über Opel RAK, das weltweit erste Raketenprogramm, und Oberths Einfluss auf die Opel RAK-Führung um seinen Schüler Max Valier und Fritz von Opel.

## Exponate
- Oberths Kegeldüse bis zu den modernen Raketentriebwerken.
- Oberths UFA-Rakete bis zum Space-Shuttle.
- Oberths Raumtaucheranzug zu modernen Raumanzügen.
- Oberths Beobachterkammer zur internationalen Raumstation.

Als weitere erwähnenswerte Ausstellungsstücke verfügt das Museum über:
- Eine Rakete des Typs Kumulus
- Eine Rakete des Typs Cirrus, die zu Beginn der 1960er-Jahre von der Hermann-Oberth-Gesellschaft e. V. entwickelt wurden und im Wattengebiet von Cuxhaven gestartet wurden
- Einem Bordanzug des deutschen D1 Astronauten Ernst Messerschmid

sowie einem Modell des Sputnik 1, der dritten Stufe der Trägerrakete Europa 1 und weiteren diversen Raketentriebwerken.
- Vor dem Museum ist eine Schweizer Höhenforschungsrakete vom Typ Zenit ausgestellt.

## Sonstiges
Ergänzend bietet das Museum ein Raumfahrt-Kino mit einer Auswahl von Filmen zum Thema Raumfahrt. Das Hermann-Oberth-Raumfahrt-Museum ist seit 2014 ein Mitglied in der Internationalen Astronautischen Föderation (IAF), der Weltorganisation der Raumfahrt.

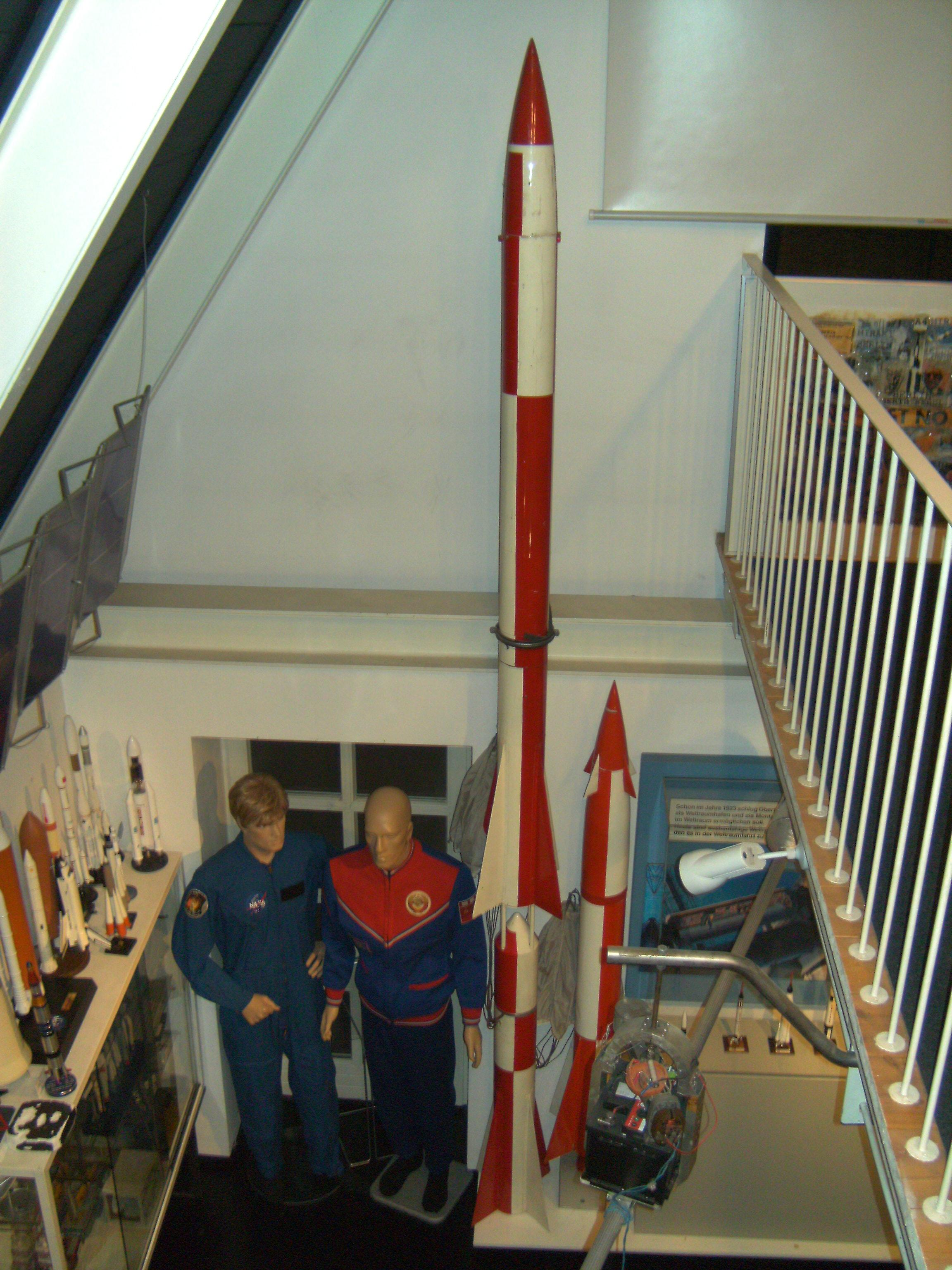
Cirrus-Rakete
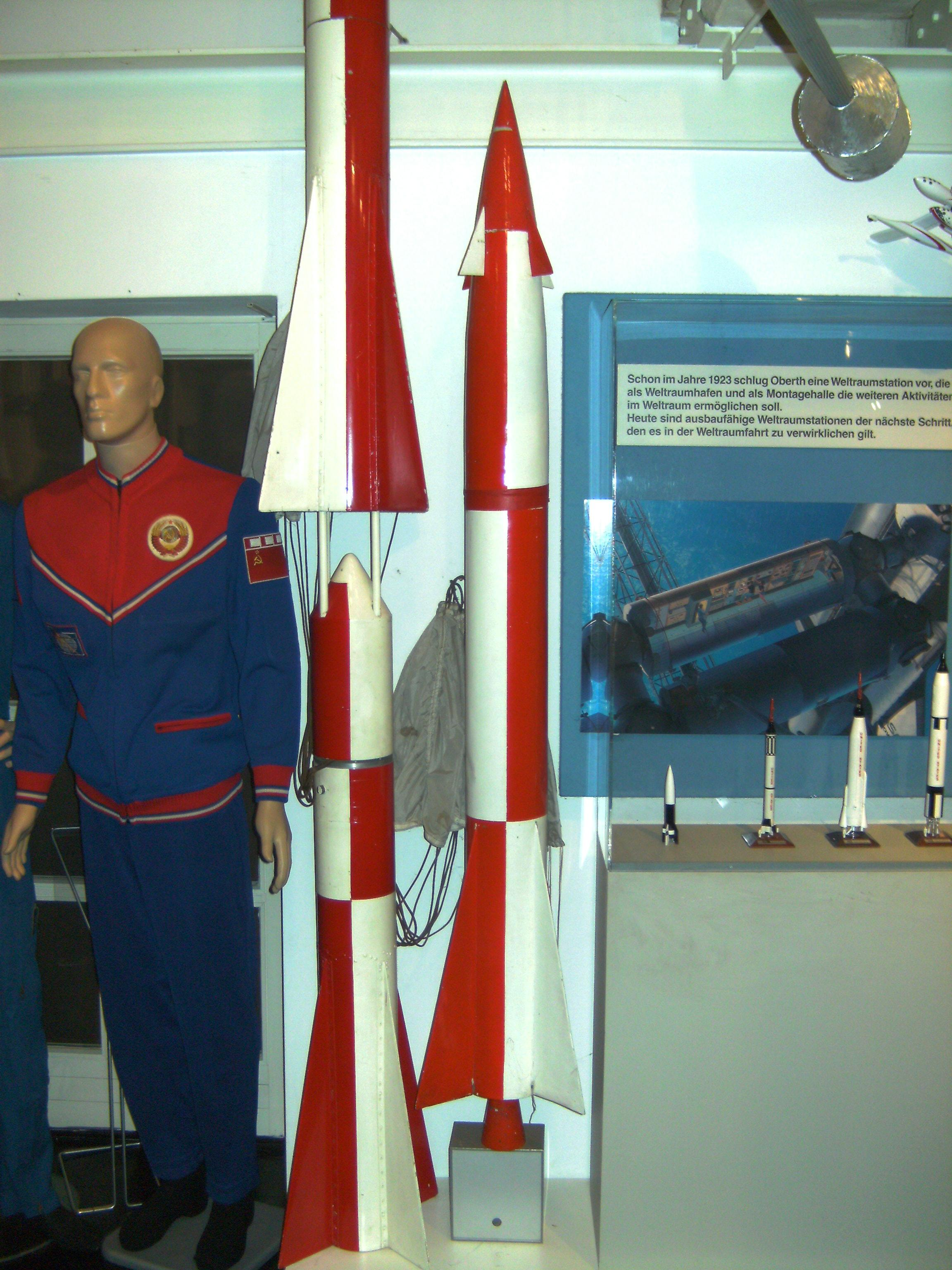
Kumulus-Rakete
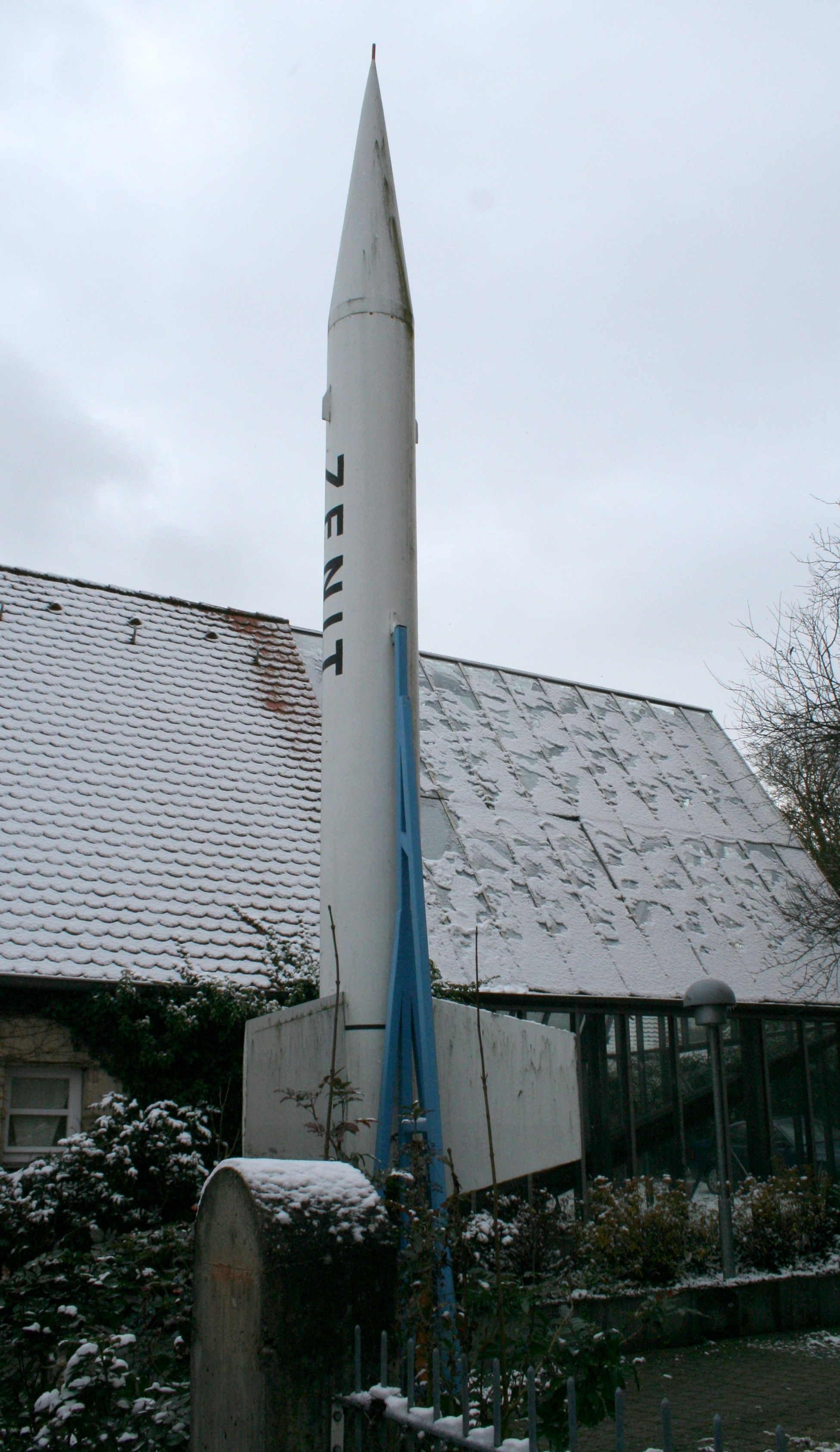
Höhenforschungsrakete Zenit
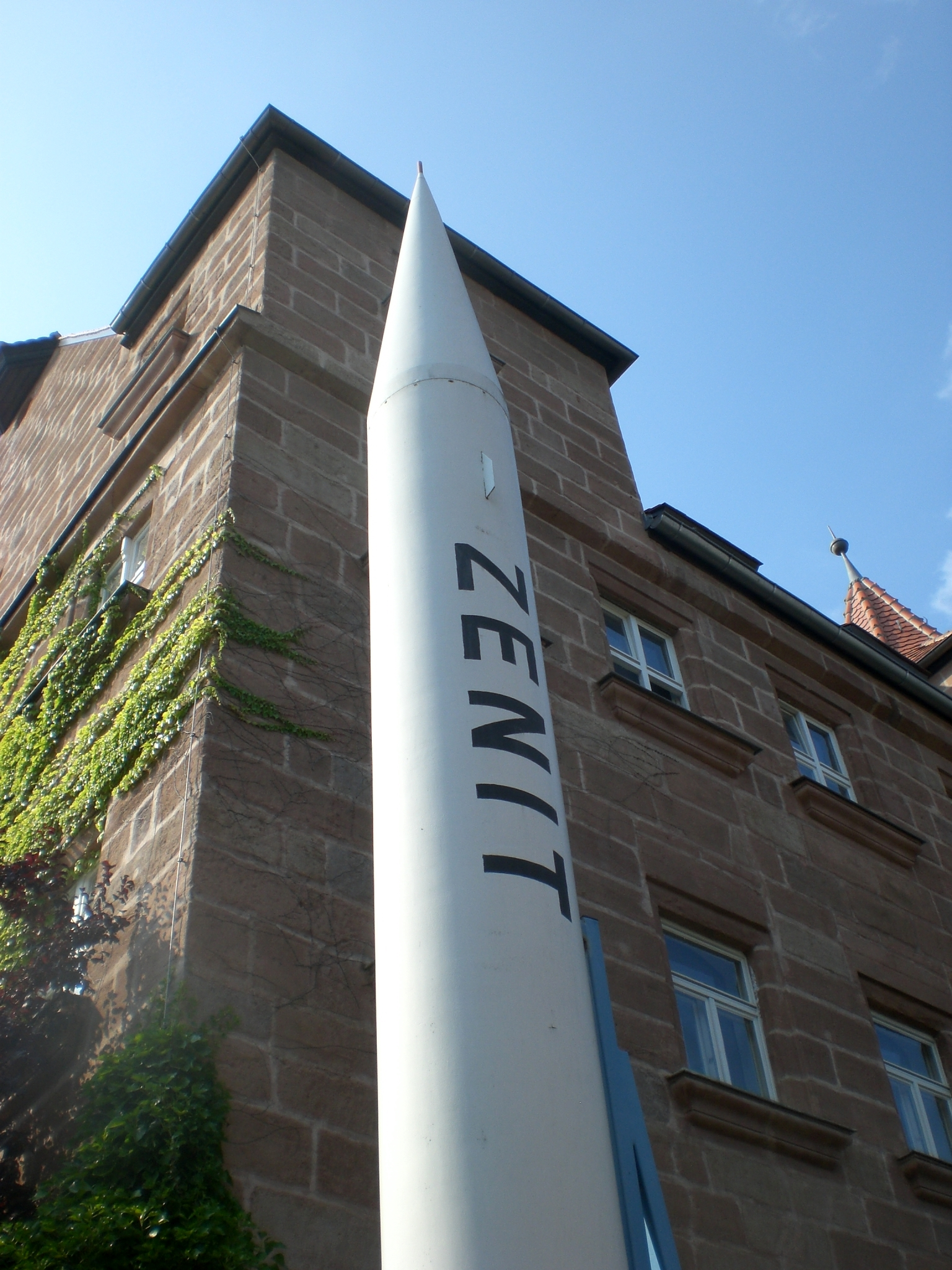
Zenit vor dem Pfinzingschloss
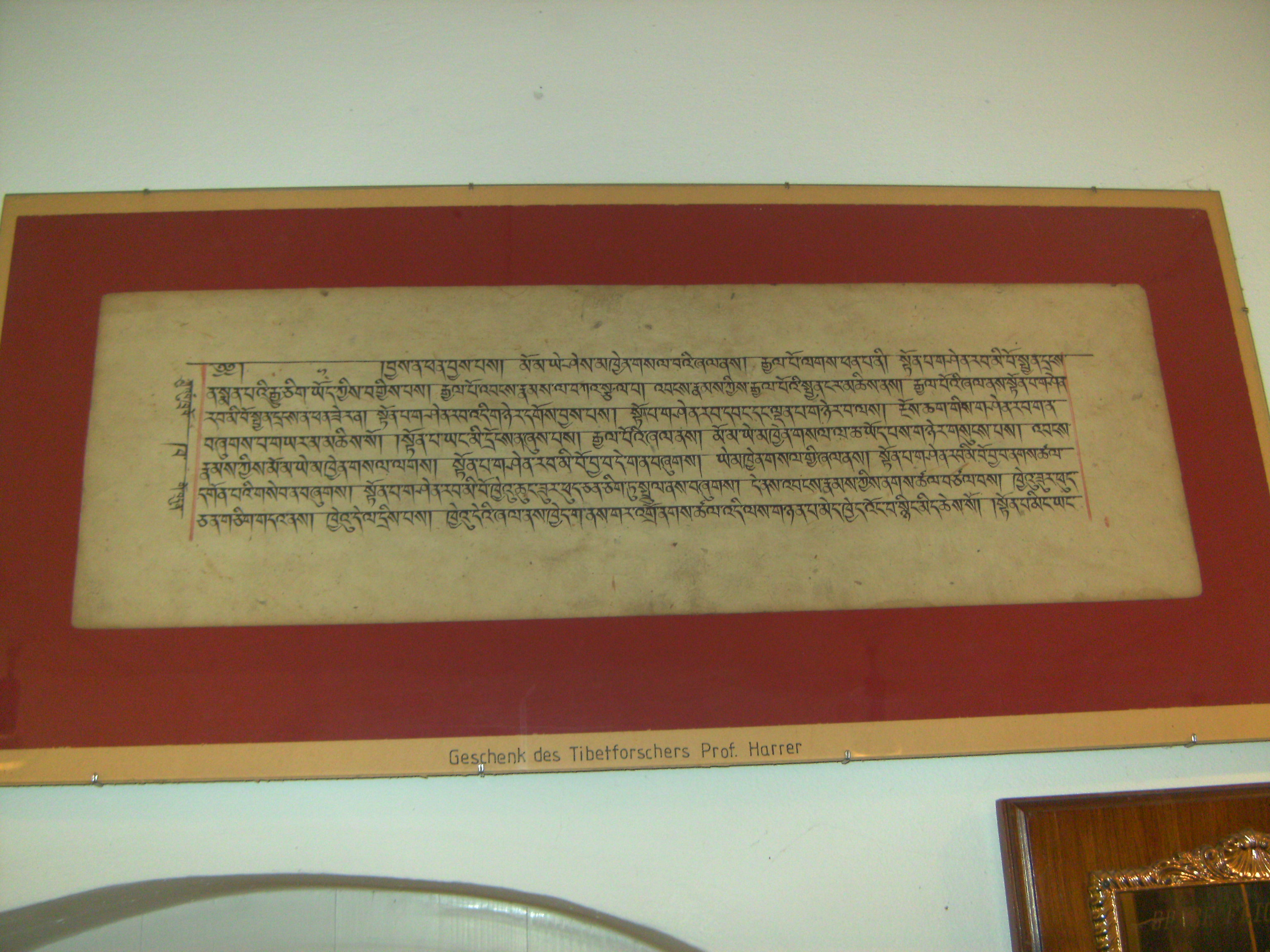
Von Tibetforscher Heinrich Harrer gestifteter Text mit angeblichen Hinweisen auf außerirdische Besuche